# Myscelus phoronis
Espèce
Myscelus phoronis est une espèce de lépidoptères de la famille des Hesperiidae, de la sous-famille des Pyrginae et de la tribu des Pyrrhopygini.

## Dénomination
Myscelus phoronis a été décrit par William Chapman Hewitson en 1867 sous le nom initial d' Erycides phoronis.
Synonyme : Pyrrhopyga phoronis ; Hewitson, 1873.

### Nom vernaculaire
Myscelus phoronis se nomme  Sunburst Glory ou Phoronis Myscelus en anglais,.

### Sous-espèces
- Myscelus phoronis phoronis
- Myscelus phoronis caucanus Staudinger, 1888[1].

## Description
Myscelus phoronis est un papillon d'une envergure de 30 mm à 35 mm, au corps trapu de couleur jaune orangé sur le dessus, jaune pâle dessous, à l'abdomen rayé de cercles marron. 
Sur le dessus les ailes sont de couleur orange cuivré, ornementées de marques hyalines, aux ailes antérieures une bande du bord costal vers le bord interne, finement bordée et veinée de marron, de petites taches hyalines dans l'aire postdiscale, du côté de l'apex et aux ailes postérieures une tache hyaline ronde.
Le revers est plus clair, jaune pâle dans la partie basale.

## Écologie et distribution
Myscelus phoronis est présent à Panama, en Colombie, au Venezuela, en Bolivie, en Équateur et au Pérou,,.

### Biotope
Myscelus phoronis réside dans la forêt primaire humide et dans la forêt humide du versant est des Andes entre 400 m et 1 800 m. 

### Protection
Pas de statut de protection particulier.